# (453) Tea

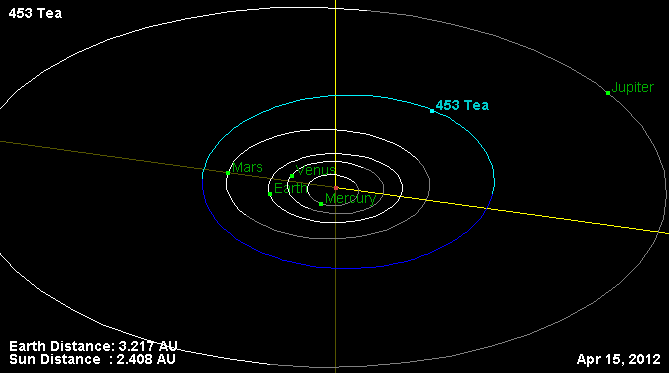
Òrbita de l'asteroide (453) Tea.

Tea és el nom que rep l'Asteroide número 453 del cinturó d'asteroides. Fou descobert per l'astrònom Auguste Charlois el 22 de febrer del 1900 des de l'observatori de Niça (França).
Pertany a la Família Flora d'asteroides.